# Pat Carroll (cestista)
Patrick Graham Carroll, detto Pat (Pittsburgh, 10 settembre 1982), è un ex cestista statunitense.
È il fratello di Matt Carroll.